# Lagune Negra (Epulafquen)
Pour les articles homonymes, voir Lagune Negra.
La lagune Negra est un lac d'origine glaciaire, situé en Argentine, dans le département de Minas, au nord de la province de Neuquén, en Patagonie. Il se trouve en pleine cordillère des Andes.
Le lac s'étend à quelque 1 548 mètres d'altitude, à proximité de la frontière chilienne. Il est entouré de bois de Nothofagacées qui parent ses rives. Il est dominé par de hautes montagnes, notamment le Cerro Crestudo qui le domine du côté ouest.

## Hydrologie
La lagune Negra fait partie des lagunas de Epulafquen, chaîne de petits lacs qui a pour émissaire le río Nahueve, important affluent droit du haut río Neuquén. Cette chaîne de lacs comprend d'amont en aval : la lagune Las Chaquiras, la lagune Negra, la lagune Epulafquen supérieure et la lagune Epulafquen inférieure
Le río Nahueve se jette dans le río Neuquén en rive droite, un peu en aval de la ville d'Andacollo.